# جسر كازونغولا
جسر كازونغولا هو جسر بري وسكة حديدة قيد الإنشاء يعبر نهر زمبيزي بين زامبيا وبوتسوانا،بلغت تكلفة الجسر 259.3 مليون دولار وبدأ العمل في بناء الجسر في 12 أكتوبر 2014 ومن المقرر الانتهاء منه في 2020.تكلفة بناء الجسر تم تمويلها من قبل وكالة اليابان للتعاون الدولي والبنك الإفريقي للتنمية.